# Menhire von Murrisk

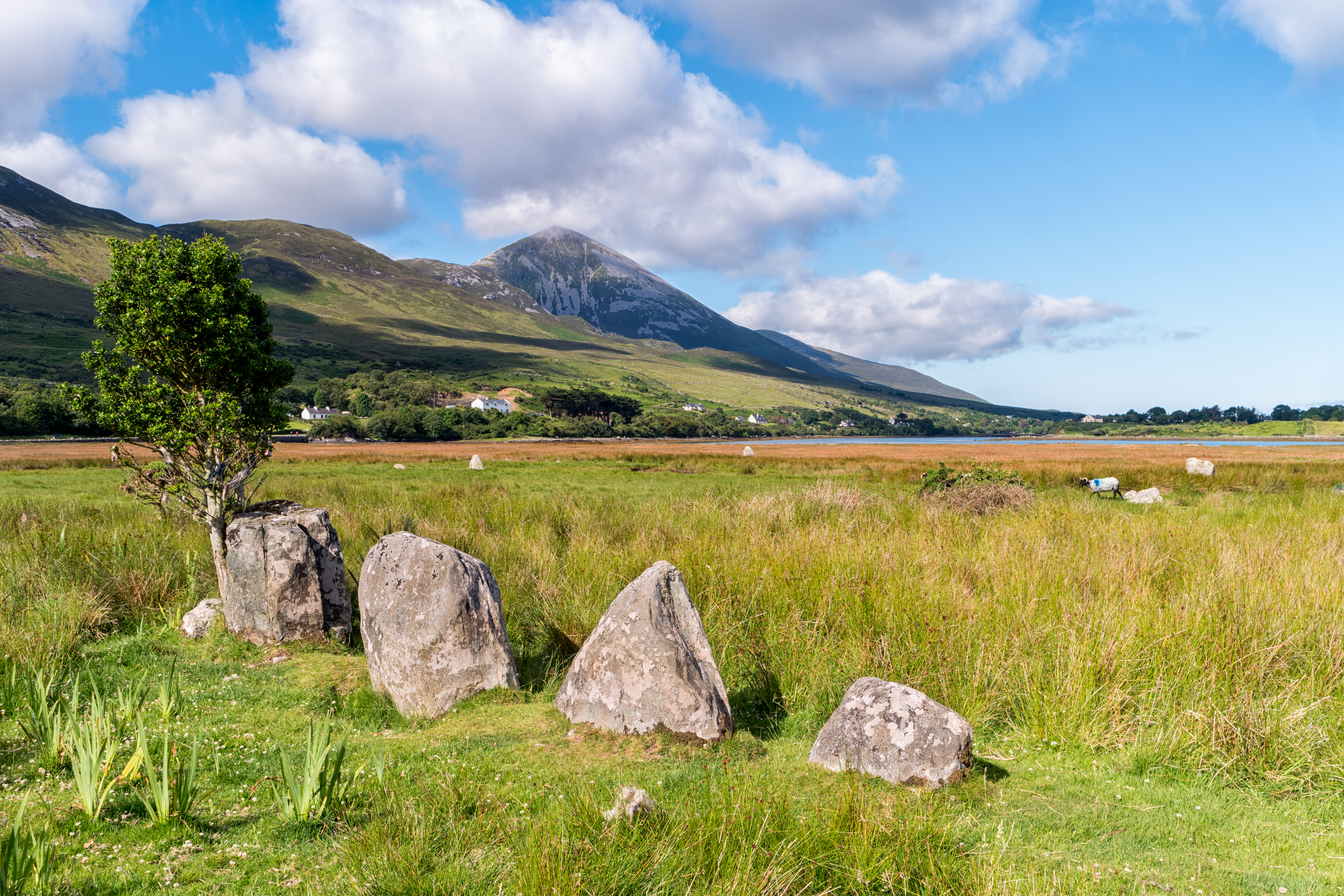
Menhire von Murrisk

Die Gruppe der Menhire von Murrisk besteht aus drei Menhiren (englisch Standing stones), die auf der OS-Karte als „Standing stones“ markiert sind.
Sie stehen im Stadtgebiet von Murrisk, (irisch Muraisc), in der Nähe der Küste der Ummeraboy Bay, nordwestlich des Croagh Patrick, (irisch Cruach Phádraig) direkt an der Straße R335 im County Mayo in Irland.
Die drei Steine stehen in drei angrenzenden Feldern, sind grob West-Ost ausgerichtet und ähnlich im Profil. Sie sind 1,55 bis 1,35 m hoch, 0,8 bis 0,6 m breit und 0,4 bis 0,25 m dick.
In der Nähe liegt Murrisk Abbey.